# Diplolaimella chitwoodi
Diplolaimella chitwoodi is een rondwormensoort uit de familie van de Monhysteridae. De wetenschappelijke naam van de soort is voor het eerst geldig gepubliceerd in 1951 door Chitwood.